# Paul Tallemant le Jeune
Pour les articles homonymes, voir Tallemant.
Paul Tallement, dit Paul Tallemant le Jeune, né à Paris le 18 juin 1642 et mort à Paris le 30 juillet 1712, est un homme d'Église et homme de lettres français.

## Biographie
S'inspirant d'un genre alors à la mode, celui de la cartographie sentimentale dont la représentation la plus connue est la Carte de Tendre, il publia en 1663 un voyage imaginaire allégorique, Voyage de l'isle d'amour, où les lieux parcourus ont pour maîtres des personnages tels que le Respect, l’Inquiétude, la Fierté, la Tiédeur, la Pudeur et, dans la seconde partie, la Coquetterie et la Galanterie.
Il fut élu membre de l'Académie française en 1666 et de l'Académie des inscriptions et belles-lettres en 1673. Il fut également l'auteur de divertissements, de panégyriques et d'éloges funèbres. Claude Gros de Boze disait de lui qu'il était « plus recommandable par ses vertus que par ses talents. »
Paul Tallement est le cousin de François Tallemant l'Aîné et de Gédéon Tallemant des Réaux.

## Œuvres
- Voyage de l'isle d'amour (1663) Texte en ligne
- Le Second voyage de l'isle d'amour (1664)
- Recueil de quelques pièces nouvelles et galantes, tant en prose qu'en vers (1664)
- Panégyriques et harangues à la louange du roi, prononcés dans l'Académie française en diverses occasions (1677)
- Remarques et décisions de l'Académie françoise recueillies par M. L. Tallemant (1698). Réédition : Slatkine, Genève, 1972. Texte en ligne